# Gracilechinus elegans
Gracilechinus elegans is een zee-egel uit de familie Echinidae.
De wetenschappelijke naam van de soort werd in 1844 gepubliceerd door Magnus Wilhelm von Düben & Johan Koren.